# À bord de la Cange
À bord de la Cange est un récit de voyage rédigé par Gustave Flaubert, publié à Paris chez F. Ferroud en 1904 dans une version illustrée et réservée à des souscripteurs : cette publication posthume s'insère entre Mémoires d'un fou (1901) et les œuvres de jeunesse inédites (1910).
Ce récit est extrait de son journal de Voyage en Égypte effectué entre la fin de 1849 et l'été 1850é mis au propre par l'auteur durant l'automne 1851. Dans l'édition posthume de ce récit de voyage en 1881, de nombreux passages sont écartés, car Flaubert avait choisi de tout y dire, puisqu'il s'agissait d'un journal intime. En 1904, l'éditeur parisien Ferroud choisit de publier À bord de la Cange, qui avait été écarté de l'édition de 1881, mais pour que la morale de cette époque soit sauve, l'édition se fait dans le cadre de la bibliophilie. Elle comprend neuf illustrations signées Alcide Théophile Robaudi, gravées en eaux-fortes par Carlo Chessa.